# Julian Kwit
Julian Kwit (ur. 1 grudnia 1983 r. w Wałbrzychu) – polski zapaśnik, olimpijczyk z Pekinu 2008.
Zawodnik Śląska Wrocław walczący w stylu klasycznym. Mistrz świata kadetów (1998) w kategorii 42 kg. Jako junior w roku 2003 wywalczył tytuł mistrza Polski juniorów w kategorii 66 kg. W mistrzostwach Polski seniorów wywalczył tytuł mistrza Polski w roku 2005 w kategorii 66 kg oraz trzy tytuły wicemistrza w latach 2003,2006 w kategorii 66 kg oraz 2004 w kategorii 74 kg.
Trzykrotny uczestnik mistrzostw świata: 2001 (zajął 36. miejsce w kategorii 58 kg), 2005 (zajął 30. miejsce w kategorii 66 kg), 2007 (zajął 5. miejsce w kategorii 74 kg). Uczestnik mistrzostw Europy w 2008 roku na których zajął 5. miejsce w kategorii 74 kg.
Na igrzyskach olimpijskich w 2008 roku wystartował w kategorii 74 kg. Po porażce w pierwszej rundzie odpadł z turnieju. Ostatecznie zajął 13. miejsce.